# Seznam mostov čez Savo v Sloveniji
Seznam mostov čez Savo v Sloveniji je zaradi dejstva, da reka teče skozi celotno državo, razdeljen na posamezne odseke. Sava Dolinka izvira v Zelencih v Podkornu, Sava Bohinjka pa ima svoj izvir v Slapu Savici v Ukancu. Oba toka se združita v enotno reko na štirimeji naslednji naselij: Lesce in Radovljica na levem bregu (Dolinke) ter Bodeščem in Lancovim na desnem bregu. Bodešče in Lancovo sta hkrati na levem (Bodešče) oziroma desnem (Lancovo) bregu Bohinjke. Loče v Občini Brežice so zadnja vas na levem bregu Save, kjer le-ta vstopi na hrvaško ozemlje. Od tod naprej gre državna meja po sredini reke, ob vaseh Ribnica, Jesenice in Obrežje na desnem bregu, kjer dokončno zapusti slovensko ozemlje.

## Sava Dolinka
| Slika                                                         | Objekt                          | Lokacija                                                                        | Gradnja/obnova | Opombe/projektant                                                                     | Namen                            |
| ------------------------------------------------------------- | ------------------------------- | ------------------------------------------------------------------------------- | -------------- | ------------------------------------------------------------------------------------- | -------------------------------- |
| Most čez Savo v Podkorenu                                     | Most čez Savo Dolinko           | Podkoren 46°29′26″N 13°45′40″E / 46.490452°N 13.761175°E                        | 1997           |                                                                                       | R1-201/0202                      |
| Most čez Savo v Kr. Gori                                      | Most čez Savo Dolinko           | Kranjska Gora Borovška cesta 46°29′22″N 13°46′18″E / 46.489463°N 13.771529°E    |                |                                                                                       | lokalni dostop                   |
| Most čez Savo v Kr. Gori (k Srnjaku)                          | Most čez Savo Dolinko           | Kranjska Gora cesta k Srnjaku 46°29′21″N 13°47′07″E / 46.489191°N 13.785408°E   |                |                                                                                       | občinska cesta 02411             |
| Most čez Savo v Čičarah                                       | Most čez Savo Dolinko           | Kranjska Gora (Bezje) 46°29′22″N 13°47′38″E / 46.489568°N 13.794019°E           |                |                                                                                       | občinska cesta 689511            |
| Brv čez Savo v Logu (Kr. Gora)                                | Brv čez Savo Dolinko            | Kranjska Gora (Log) 46°29′19″N 13°48′50″E / 46.488719°N 13.813776°E             |                |                                                                                       | občinska cesta 689611            |
| Brv čez Savo v Martuljku, Zg. rute (1)                        | Brv čez Savo Dolinko            | Gozd Martuljek (Zgornje Rute) 46°29′15″N 13°49′37″E / 46.487578°N 13.826882°E   |                |                                                                                       | občinska cesta 689821            |
| Brv čez Savo v Martuljku, Zg. rute (2)                        | Brv čez Savo Dolinko            | Gozd Martuljek (Zgornje Rute) 46°29′07″N 13°49′55″E / 46.485292°N 13.831973°E   |                |                                                                                       | občinska cesta 689821            |
| Most čez Savo v Gozd-Martuljku                                | Most čez Savo Dolinko           | Gozd Martuljek 46°28′58″N 13°50′20″E / 46.482781°N 13.838889°E                  | 1938 1998      |                                                                                       | R1-201/0203                      |
| Kolesarski most v Gozd-Martuljku                              | Most čez Savo Dolinko           | Gozd Martuljek 46°28′57″N 13°50′23″E / 46.482545°N 13.839630°E                  | 2013           |                                                                                       | Kolesarska povezava D/968992     |
| Opuščen železniški objekt                                     | Most čez Savo Dolinko           | Belca (Tabre) 46°28′45″N 13°52′14″E / 46.479272°N 13.870475°E                   |                |                                                                                       | Kolesarska povezava D/969031     |
|                                                               | Most čez Savo Dolinko           | Belca 46°28′30″N 13°53′29″E / 46.475112°N 13.891482°E                           |                |                                                                                       | Kolesarska povezava D/690213     |
| Kolesarska brv v Dovjem                                       | Brv čez Savo Dolinko            | Dovje (LIP) 46°27′53″N 13°56′11″E / 46.464631°N 13.936482°E                     |                |                                                                                       | Kolesarska povezava D/969035     |
| Most čez Savo v Mojstrani                                     | Most čez Savo Dolinko           | Mojstrana 46°27′39″N 13°57′40″E / 46.460810°N 13.961094°E                       | 1934 1998      |                                                                                       | RT-907/1102                      |
| Most čez Savo v Mojstrani (Kraje)                             | Most čez Savo Dolinko           | Mojstrana (Kraje) 46°27′49″N 13°56′35″E / 46.463478°N 13.943027°E               | 1969 2008      |                                                                                       | RT-908/1383                      |
| Most čez Savo na A2, Hrušica                                  | Most čez Savo Dolinko           | Hrušica (AC) 46°27′03″N 13°59′34″E / 46.450936°N 13.992777°E                    | 1981           | GIP Gradis (TOZD Biro za projektiranje Maribor) GIP Gradis (TOZD Jesenice NG Maribor) | A2/0001 R1-201/0205              |
| Most čez Savo na priključku A2 Hrušica                        | Most čez Savo Dolinko           | Hrušica (priključek A2) 46°26′52″N 14°00′28″E / 46.447683°N 14.007808°E         | 1991           | M. Vedli, SCT Projekt SGP SCT                                                         | A2/0101                          |
|                                                               | Most čez Savo Dolinko           | Hrušica 46°26′46″N 14°00′53″E / 46.446249°N 14.014803°E                         |                |                                                                                       | JP 152161 in kolesarka povezava  |
| Most čez Savo na Jesenicah, Sp. Plavž                         | Most čez Savo Dolinko           | Jesenice (Spodnji Plavž) 46°26′27″N 14°01′52″E / 46.440793°N 14.031175°E        |                |                                                                                       | občinska cesta 652401            |
| Most čez Savo na Jesenicah, Kurja vas (1)                     | Most čez Savo Dolinko           | Jesenice (Kurja vas) 46°26′04″N 14°03′07″E / 46.434558°N 14.051809°E            |                |                                                                                       | občinska cesta JP 652471         |
| Most čez Savo Dolinko na Jesenicah na cesti Franceta Prešerna | Most čez Savo Dolinko           | Jesenice (c. Franceta Prešerna) 46°26′02″N 14°03′16″E / 46.433989°N 14.054336°E |                |                                                                                       | občinska cesta JP 652581         |
| Most čez Savo Dolinko na Jesenicah pri Sparu                  | Most čez Savo Dolinko           | Jesenice (Fužinska c.) 46°25′52″N 14°03′26″E / 46.431227°N 14.057141°E          |                |                                                                                       | občinska cesta JP 652131         |
| Železniški most čez Savo na Jesenicah                         | Most čez Savo Dolinko           | Jesenice (Podmežaklja) 46°25′53″N 14°03′38″E / 46.431330°N 14.060693°E          |                |                                                                                       | Železnica Jesenice-Nova Gorica   |
| Most čez Savo v Slov. Javorniku                               | Most čez Savo Dolinko           | Javornik 46°25′23″N 14°04′58″E / 46.423166°N 14.082687°E                        | 1966 1996      |                                                                                       | R3-634/1104                      |
| Most pod viaduktom Moste                                      | Most čez Savo Dolinko           | Moste 46°24′31″N 14°07′36″E / 46.40869°N 14.126610°E                            | 1993           |                                                                                       | gradbiščna cesta                 |
| Viadukt Moste na A2                                           | Viadukt Moste                   | Moste 46°24′29″N 14°07′35″E / 46.408055°N 14.126332°E                           | 1993           |                                                                                       | Sava Dolinka A2/0003/0603        |
| Most čez Savo Dolinko in Breg, Piškovci                       | Most čez Savo Dolinko           | Breg (Piškovici) 46°23′18″N 14°07′12″E / 46.388271°N 14.119892°E                |                |                                                                                       | občinska cesta LC150061          |
| Most čez Savo na Bledu (Koritno)                              | Blejski most čez Savo Dolinko   | Bled 46°22′05″N 14°08′05″E / 46.367983°N 14.134799°E                            | 1957           |                                                                                       | R1-209/1088                      |
|                                                               | Kolesarska brv čez Savo Dolinko | Bled (Koritno) 46°22′04″N 14°08′04″E / 46.367679°N 14.134515°E                  | 2013           |                                                                                       | Kolesarska povezava in JP 849531 |
| Most pri kampu Šobec                                          | Most čez Savo Dolinko           | Kamp Šobec 46°21′06″N 14°08′40″E / 46.351616°N 14.144364°E                      |                |                                                                                       | pešci in kolesarji               |

## Sava Bohinjka
| Slika                                      | Objekt                          | Lokacija                                                                         | Gradnja/obnova | Opombe/projektant | Namen                          |
| ------------------------------------------ | ------------------------------- | -------------------------------------------------------------------------------- | -------------- | ----------------- | ------------------------------ |
| Most čez Savo Bohinjko v Bohinju           | Most čez Savo Bohinjko          | Sveti Janez v Bohinju 46°16′42″N 13°53′11″E / 46.278329°N 13.886527°E            | 1925 1986      |                   | R3-633/1098                    |
| Most čez Savo v Savici                     | Most čez Savo Bohinjko          | Savica 46°16′30″N 13°55′24″E / 46.275048°N 13.923262°E                           |                |                   | občinska cesta LC 014031       |
| Most čez Savo v Brodu                      | Most čez Savo Bohinjko          | Brod 46°16′26″N 13°55′57″E / 46.273791°N 13.932575°E                             |                |                   | občinska cesta LC 014031       |
| Brv za kolesarsko pot v Bohinjski Bistrici | Brv čez Savo Bohinjko           | Bohinjska Bistrica (kamp Danica) 46°16′36″N 13°56′52″E / 46.276561°N 13.947761°E |                |                   | kolesarska pot                 |
| Most čez Savo v Bohinjski Bistrici         | Most čez Savo Bohinjko          | Bohinjska Bistrica 46°16′47″N 13°57′11″E / 46.279734°N 13.952970°E               | 1960 2002      |                   | R1-209/1091                    |
| Železniški most čez Savo v Bitnjah         | Most čez Savo Bohinjko          | Bitnje 46°16′51″N 13°57′43″E / 46.280856°N 13.961888°E                           | 1906           |                   | železnica Jesenice-Nova Gorica |
| Most čez Savo v Logu v Bohinju             | Most čez Savo Bohinjko          | Log v Bohinju 46°17′14″N 13°58′48″E / 46.287125°N 13.979988°E                    |                |                   | občinska cesta JP 514041       |
| Brv za pešce pri Nomnju                    | Brv čez Savo Bohinjko           | Nomenj 46°17′07″N 14°00′19″E / 46.285383°N 14.005217°E                           |                |                   |                                |
| Most čez Savo v Mokrem Logu                | Most čez Savo Bohinjko          | Mokri Log 46°17′54″N 14°02′16″E / 46.298327°N 14.037859°E                        | 1953 1997      |                   | R1-209/1090                    |
| Železniški most v Mokrem Logu              | Most čez Savo Bohinjko          | Mokri Log 46°17′55″N 14°02′16″E / 46.298627°N 14.037639°E                        | 1906           |                   | železnica Jesenice-Nova Gorica |
| Železniški most v Soteski                  | Most čez Savo Bohinjko          | Soteska 46°18′16″N 14°03′11″E / 46.304379°N 14.053185°E                          | 1906           |                   | železnica Jesenice-Nova Gorica |
| Most čez Savo v Soteski                    | Most čez Savo Bohinjko          | Soteska 46°18′56″N 14°03′46″E / 46.315569°N 14.062756°E                          | 1961           |                   | R1-209/1089                    |
|                                            | Most čez Savo Bohinjko          | Obrne 46°19′32″N 14°03′37″E / 46.325565°N 14.060384°E                            | 1980           |                   | R1-209/1089                    |
| Most čez Savo pri Bohinjski Beli (Breg)    | Most čez Savo Bohinjko          | Bohinjska Bela (Breg) 46°20′45″N 14°03′57″E / 46.345917°N 14.065792°E            |                |                   | občinska cesta JP 513962       |
| Most čez Savo pri Bohinjski Beli           | Most čez Savo Bohinjko          | Bohinjska Bela 46°20′46″N 14°04′06″E / 46.346013°N 14.068356°E                   | 1980           |                   | R1-209/1089                    |
|                                            | Most čez Savo Bohinjko          | Bled (Jezernica) 46°21′15″N 14°05′14″E / 46.354234°N 14.087308°E                 |                |                   | odcep iz JP 513411             |
| Selški most čez Savo                       | Selški most čez Savo Bohinjko   | Selo pri Bledu 46°20′44″N 14°06′10″E / 46.345599°N 14.102865°E                   |                |                   | občinska cesta JP 513101       |
| Ribniški most čez Savo                     | Ribniški most čez Savo Bohinjko | Ribno 46°20′38″N 14°07′29″E / 46.343769°N 14.124859°E                            |                |                   | občinska cesta JP 512672       |
| Bodeški most                               | Bodeški most čez Savo Bohinjko  | Bodešče 46°20′32″N 14°08′31″E / 46.342273°N 14.141822°E                          |                |                   | LC 012021                      |

## Radovljica–Ljubljana
Od sotočja Save Dolinke in Save Bohinjke do Ljubljane.
| Slika                                        | Objekt                      | Lokacija                                                                  | Gradnja/obnova                                                        | Opombe/projektant                            | Namen                                       |
| -------------------------------------------- | --------------------------- | ------------------------------------------------------------------------- | --------------------------------------------------------------------- | -------------------------------------------- | ------------------------------------------- |
| Most čez Savo v Lancovem                     | Most čez Savo               | Lancovo 46°20′25″N 14°09′55″E / 46.340366°N 14.165221°E                   | 1966 2007                                                             |                                              | R3-635/1121                                 |
|                                              | Fuksova brv čez Savo        | Lipnica 46°19′43″N 14°11′12″E / 46.328662°N 14.186636°E                   |                                                                       |                                              | brv za pešce                                |
|                                              | Most čez Savo               | Globoko 46°19′22″N 14°12′30″E / 46.322742°N 14.208426°E                   |                                                                       |                                              | občinska cesta LC 348011                    |
|                                              | Železniški most čez Savo    | Globoko 46°19′14″N 14°12′55″E / 46.320586°N 14.215368°E                   |                                                                       |                                              | železnica LJ-Jesenice                       |
| Most čez Savo v Otočah                       | Most čez Savo               | Otoče (Posavc) 46°18′45″N 14°14′17″E / 46.312479°N 14.238005°E            |                                                                       |                                              | občinska cesta LC 348061                    |
| Most čez Savo v Podnartu                     | Most čez Savo               | Podnart 46°17′34″N 14°15′38″E / 46.292741°N 14.260439°E                   | 1966                                                                  |                                              | R3-636/1126                                 |
|                                              | Železniški most čez Savo    | Kranj (Struževo) 46°14′53″N 14°20′32″E / 46.248020°N 14.342279°E          |                                                                       |                                              | železnica Kranj-Naklo                       |
| Most čez Savo v Kranju (Savski otok)         | Most čez Savo               | Kranj (Savski otok) 46°14′31″N 14°20′59″E / 46.241847°N 14.349811°E       | 1970 2007                                                             |                                              | R2-412/0359                                 |
| Most čez Savo v Kranju na Ljubljanski cesti  | Most čez Savo               | Kranj (Ljubljanska cesta) 46°14′16″N 14°21′08″E / 46.237907°N 14.352085°E |                                                                       |                                              | občinska cesta LC 183422                    |
| Brv čez Savo v Kranju blizu Delavskega mosta | Brv pred Delavskim mostom   | Kranj (Labore) 46°13′44″N 14°21′39″E / 46.229018°N 14.360953°E            |                                                                       |                                              | os. avto kolesarji, pešci JP 686252         |
| Delavski most v Kranju                       | Delavski most čez Savo      | Kranj (Labore) 46°13′43″N 14°21′43″E / 46.228571°N 14.361934°E            | 1980                                                                  |                                              | R2-210/1108                                 |
| Most čez Savo pri Smledniku                  | Most čez Savo               | Smlednik 46°09′54″N 14°25′34″E / 46.164908°N 14.425980°E                  | 1953 2010                                                             |                                              | R2-413/1079                                 |
|                                              | Most čez Savo               | Medvode 46°08′40″N 14°24′52″E / 46.144369°N 14.414311°E                   |                                                                       |                                              | občinska cesta LC 251031                    |
|                                              | Brv čez Savo (Medvoški lok) | Medvode 46°08′25″N 14°24′55″E / 46.14016°N 14.41541°E                     | 2023                                                                  |                                              | kolesarska pot Od brvi do brvi              |
| Viseča brv čez Savo v Vikrčah                | Viseča brv čez Savo         | Vikrče 46°07′22″N 14°26′27″E / 46.122803°N 14.440852°E                    | 1934 obnovljena 1980 obnovljena 2022 podrta v poplavi 4. avgusta 2023 | projektant Stanko Dimnik; tehnična dediščina | občinska cesta JP 751042 (pešci, kolesarji) |

## Ljubljana
Mostovi v Ljubljani.
| Slika                                  | Objekt                     | Lokacija                                                                      | Gradnja/obnova           | Opombe/projektant | Namen                            |
| -------------------------------------- | -------------------------- | ----------------------------------------------------------------------------- | ------------------------ | ----------------- | -------------------------------- |
| Tacenski most                          | Tacenski most čez Savo     | Ljubljana (Tacen) 46°07′02″N 14°27′42″E / 46.117150°N 14.461731°E             | 1979                     |                   | R3-639/1141                      |
|                                        | Mostova na A2 čez Savo     | Ljubljana (Brod) - avtocesta 46°06′58″N 14°28′29″E / 46.116108°N 14.474611°E  | 1985                     |                   | A2-0011/0611                     |
| Cestni most v Črnučah                  | Črnuški most čez Savo      | Ljubljana (Črnuče) 46°06′02″N 14°31′09″E / 46.100558°N 14.519085°E            | 1906 1957 1977 1992 2014 |                   | Dunajska cesta                   |
| Železniški most v Črnučah              | Železniški most v Črnučah  | Ljubljana (Črnuče) 46°06′00″N 14°31′11″E / 46.099911°N 14.519675°E            | 1890                     |                   | železnica LJ - Kamnik            |
| Mostova na Štajerski cesti v Tomačevem | Mostova čez Savo           | Ljubljana (Tomačevo) 46°05′15″N 14°31′57″E / 46.087452°N 14.532368°E          | 1982 1990                |                   | G2-104(0087/0687 Štajerska cesta |
|                                        | Šentjakobski most čez Savo | Ljubljana (Šentjakob ob Savi) 46°05′04″N 14°34′58″E / 46.084372°N 14.582841°E | 1976                     |                   | R3-644/1356                      |
|                                        | Mostova na A1 čez Savo     | Ljubljana (Šentjakob ob Savi) 46°05′04″N 14°35′02″E / 46.084551°N 14.583796°E |                          |                   | A1-0047/0647                     |

## Ljubljana–Zidani Most
Od Ljubljane do sotočja s Savinjo v Zidanem Mostu.
| Slika                               | Objekt                         | Lokacija                                                                     | Gradnja/obnova | Opombe/projektant | Namen                    |
| ----------------------------------- | ------------------------------ | ---------------------------------------------------------------------------- | -------------- | ----------------- | ------------------------ |
| Most čez Savo na cesti Dolsko-LAze  | Most čez Savo                  | Dolsko 46°05′16″N 14°40′43″E / 46.087773°N 14.678574°E                       |                |                   | občinska cesta LC 022007 |
| Most čez Savo pri Senožetih         | Most čez Savo                  | Senožeti 46°05′14″N 14°44′09″E / 46.087327°N 14.735802°E                     |                |                   | občinska cesta LC 208283 |
|                                     | Most čez Savo                  | Kresnice 46°06′23″N 14°47′14″E / 46.106313°N 14.787086°E                     |                |                   | občinska cesta LC 208281 |
|                                     | Železniški most čez Savo       | Gorenji Log 46°04′54″N 14°49′29″E / 46.081530°N 14.824819°E                  |                |                   | železnica LJ-Zidani most |
| Most čez Savo v Litiji              | Most čez Savo                  | Litija 46°03′27″N 14°49′43″E / 46.057478°N 14.828595°E                       | 1973 1989      |                   | G2-108/1182              |
| Nadstrešnica nad voziščem mostu     | Leseni most na Savi pri Litiji | Sava (Litija) 46°05′23″N 14°54′12″E / 46.089846°N 14.903371°E                | 1935           |                   | občinska cesta LC 208071 |
|                                     | Viseča brv čez Savo            | Renke 46°05′33″N 14°56′46″E / 46.092626°N 14.946145°E                        |                |                   | dostop do hiše           |
|                                     | Most čez Savo                  | Zagorje ob Savi (Škledrovec) 46°07′10″N 14°59′38″E / 46.119465°N 14.994001°E | 1981           |                   | R1-222/1228              |
| Star jeklen most čez Savo v Zagorju | Star jeklen most čez Savo      | Zagorje ob Savi 46°06′59″N 14°59′51″E / 46.116438°N 14.997611°E              |                |                   | pešpot                   |
|                                     | Most čez Savo                  | Trbovlje 46°07′32″N 15°02′11″E / 46.125659°N 15.036251°E                     | 1979           |                   | R1-223/1229              |
|                                     | Most čez Savo                  | TE Trbovlje 46°07′32″N 15°03′29″E / 46.125451°N 15.057956°E                  |                |                   | lokalni dostop           |
|                                     | Most čez Savo                  | Hrastnik 46°07′21″N 15°05′29″E / 46.122380°N 15.091365°E                     | 1975           |                   | R1-224/1185              |

## Zidani Most–Hrvaška
Od sotočja s Savinjo v Zidanem Mostu do Hrvaške.
| Slika                                     | Objekt                               | Lokacija                                                                        | Gradnja/obnova | Opombe/projektant                     | Namen                         |
| ----------------------------------------- | ------------------------------------ | ------------------------------------------------------------------------------- | -------------- | ------------------------------------- | ----------------------------- |
| Jeklen most - tehnični spomenik v Radečah | Star jeklen most čez Savo            | Obrežje–Radeče 46°04′19″N 15°10′54″E / 46.071842°N 15.181681°E                  | 1894           | Ignaz Gridl, Dunaj tehnična dediščina | od LC 122011 pešci, kolesarji |
|                                           | Most čez Savo                        | Obrežje–Radeče 46°03′48″N 15°11′23″E / 46.063467°N 15.189738°E                  | 1981 1990      |                                       | G1-5/0360                     |
| Most čez Savo v Vrhovem                   | Most čez Savo                        | Račica–Vrhovo 46°02′44″N 15°12′56″E / 46.045479°N 15.215509°E                   |                |                                       | občinska cesta LC 372041      |
|                                           | Most čez Savo                        | Breg–Šmarčna 46°02′32″N 15°14′40″E / 46.042172°N 15.244541°E                    |                |                                       | odcep od JP 873391            |
|                                           | Most čez Savo                        | Sevnica–Boštanj 46°00′51″N 15°17′26″E / 46.014030°N 15.290568°E                 | 1975 1990      |                                       | R2-424/1166                   |
|                                           | Železniški most čez Savo             | Sevnica–Dolenji Boštanj 46°00′47″N 15°17′31″E / 46.012957°N 15.291984°E         |                |                                       | železnica Trebnje-Sevnica     |
|                                           | Brv čez Savo                         | Sevnica–Radna 46°00′21″N 15°17′59″E / 46.005967°N 15.299601°E                   |                |                                       | občinska cesta JP 872332      |
|                                           | Most čez Savo                        | Dolnje Brezovo–Arto, HE Blanca 45°59′26″N 15°22′55″E / 45.990502°N 15.381988°E  |                |                                       | ob jezovni zgradbi            |
| Most čez Savo v Brestanicai               | Most čez Savo                        | Brestanica–Gunte 45°59′14″N 15°28′02″E / 45.987312°N 15.467261°E                | 1979           |                                       | R2-422/1333                   |
| Most pri Hidroelektrarni Krško            | Most čez Savo                        | Krško–Cesta, pri HE Krško 45°58′23″N 15°29′00″E / 45.973191°N 15.483376°E       | 2008           |                                       | G1-5/0361                     |
| Osrednji most v Krškem                    | Most čez Savo                        | Krško 45°57′24″N 15°29′15″E / 45.956754°N 15.487495°E                           | 1967 1998      |                                       | R1-220/1334                   |
|                                           | Most čez Savo                        | Vrbina–Žadovinek 45°56′37″N 15°29′37″E / 45.943617°N 15.493649°E                | 2019           |                                       |                               |
|                                           | Dvojni jekleni most čez Savo in Krko | Brežice–Krška vas–Čatež ob Savi 45°53′52″N 15°35′31″E / 45.897671°N 15.591990°E | 1906 2021      |                                       | občinska cesta LC 026031      |
|                                           | Most čez Savo                        | Brežice–Čatež ob Savi 45°53′36″N 15°36′11″E / 45.893206°N 15.603148°E           | 1972 1991      |                                       | R1-219/1242                   |
|                                           | Most čez Savo                        | Mostec–Čatež ob Savi 45°53′47″N 15°37′08″E / 45.896472°N 15.618871°E            | v načrtu       |                                       |                               |

Med Mostcem in Čatežem ob Savi (natančneje Termami Čatež) je aktiven brod, ki predstavlja zadnji prehod čez reko v Sloveniji.
Prvi most čez Savo na Hrvaškem je avtocestni most Zaprešić–Orešje na avtocestnem odseku Zagreb–Ptuj.